# 特雷姆河
46°36′1″N 7°5′37″E / 46.60028°N 7.09361°E
特雷姆河是瑞士的河流，位於該國西部，流經弗里堡州，屬於薩訥河的左支流，處於弗賴堡前阿爾卑斯山脈地區，河道全長16公里。